# Cantharellus melanoxeros
Il fungo giallo viola (Cantharellus melanoxeros (Pers. ) Fr., 1821) è un fungo del genere Cantharellus.

## Descrizione

### Corpo fruttifero
Il corpo fruttifero è alto 3-10cm e sembrano rami di un albero e,a volte, sono addirittura incollati con gli altri compresi i cappelli.

### Cappello
Il cappello misura 2-7cm, inizialmente piatto e dopo triangolare.

## Stile di vita
Come gli altri membri del genere Cantharellus il fungo giallo viola (Cantharellus melanoxeros (Pers. ) Fr., 1821) è un fungo micorrizico e pratica la simbiosi con alberi decidui, principalmente il faggio.

## Distribuzione geografica
Europa occidentale e centrale(in Germania solo in Baviera).

## Rischio di estinzione
È molto raro ed è minacciato dall'acidificazione e dall'arricchimento di nutrienti. È inserito nel gruppo di rischio 2 ("forte pericolo").

## Commestibilità
Buon commestibile.